# Gare d’Ogeu-les-Bains
Gare d’Ogeu-les-Bains vasútállomás Franciaországban, Ogeu-les-Bains településen.

## Vasútvonalak
Az állomást az alábbi vasútvonalak érintik:
- Pau–Canfranc-vasútvonal

## Kapcsolódó állomások
A vasútállomáshoz az alábbi állomások vannak a legközelebb:
- Gare de Buzy-en-Béarn
- Gare d’Oloron-Sainte-Marie